# ساکس فیفت اونیو
ساکس فیفت اونیو (انگلیسی: Saks Fifth Avenue) شرکت خرده‌فروشی پوشاک آمریکایی است، که مالک شبکه‌ای از ۱۵۶ مرکز خرید انواع لباس، کفش، کالاهای لوکس، لوازم آرایشی و جواهرات در ایالات متحده و اروپا می‌باشد.
شرکت ساکس فیفت اونیو در سال ۱۸۹۸ توسط آندره ساکس، در خیابان پنجم منهتن شهر نیویورک تأسیس شد و هم‌اکنون شرکت کانادایی هادسونز بی کمپانی مالکیت آن را در اختیار دارد و به‌عنوان یکی از مجلل‌ترین فروشگاه‌های زنجیره‌ای پوشاک و مد، در آمریکا شناخته می‌شود.
شعبه مرکزی این شرکت در شهر نیویورک قرار دارد. از رقبای اصلی ساکس فیفت اونیو می‌توان به نورداستروم، بلومینگدیل و نیمان مارکوس اشاره کرد.

## نگارخانه

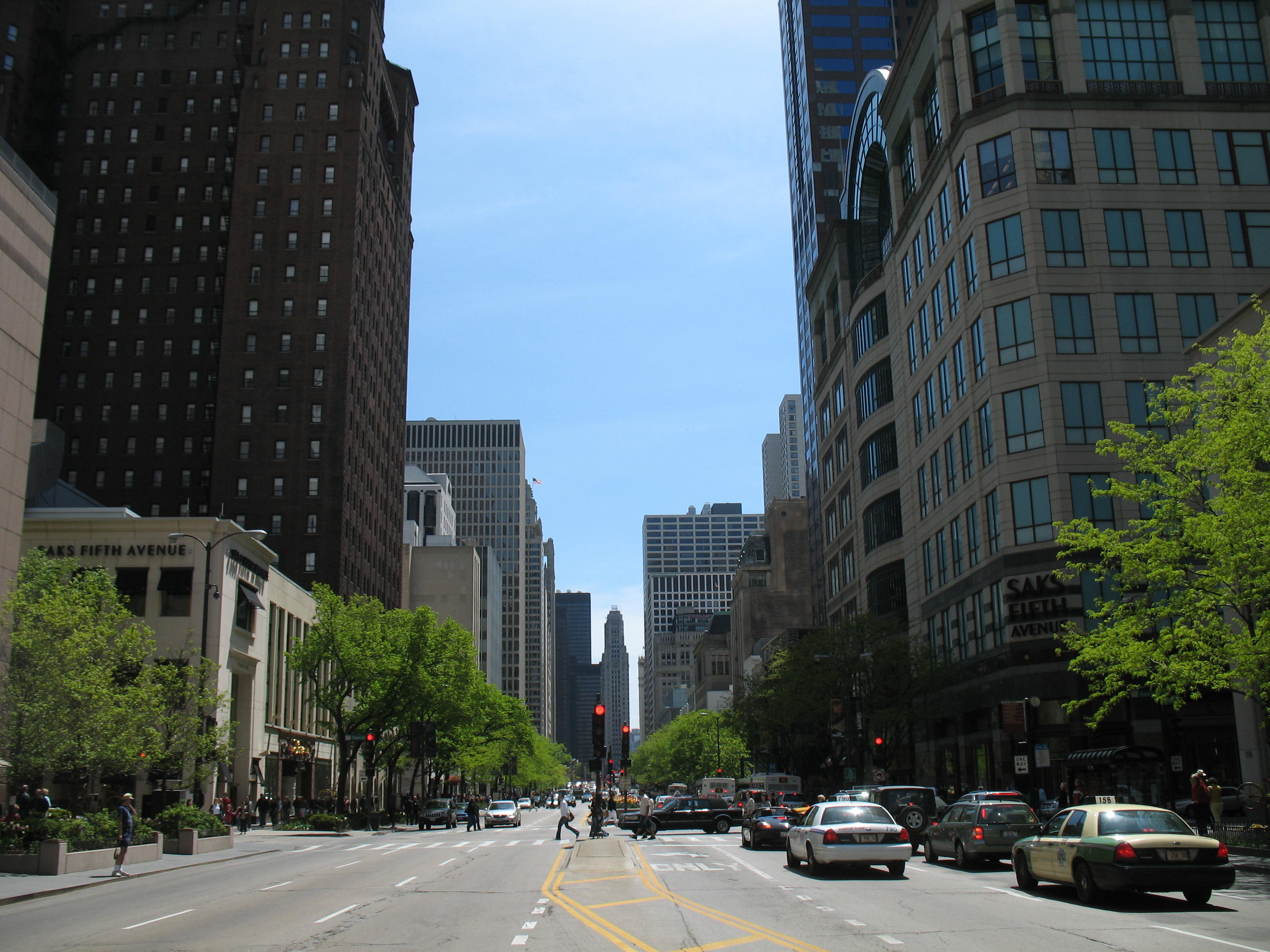
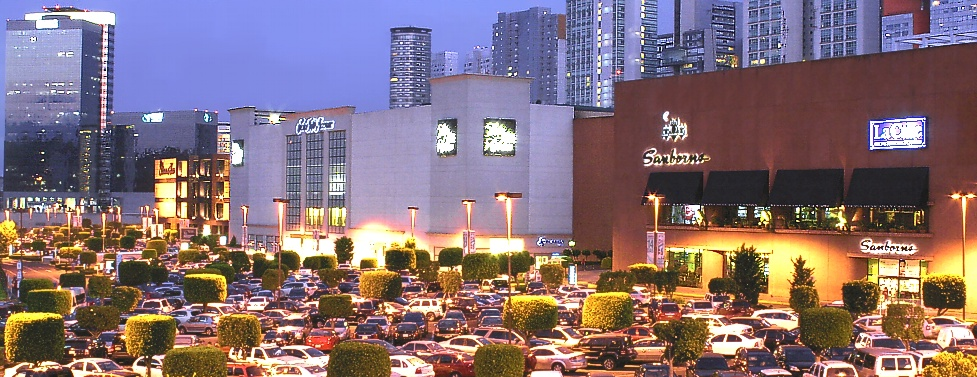
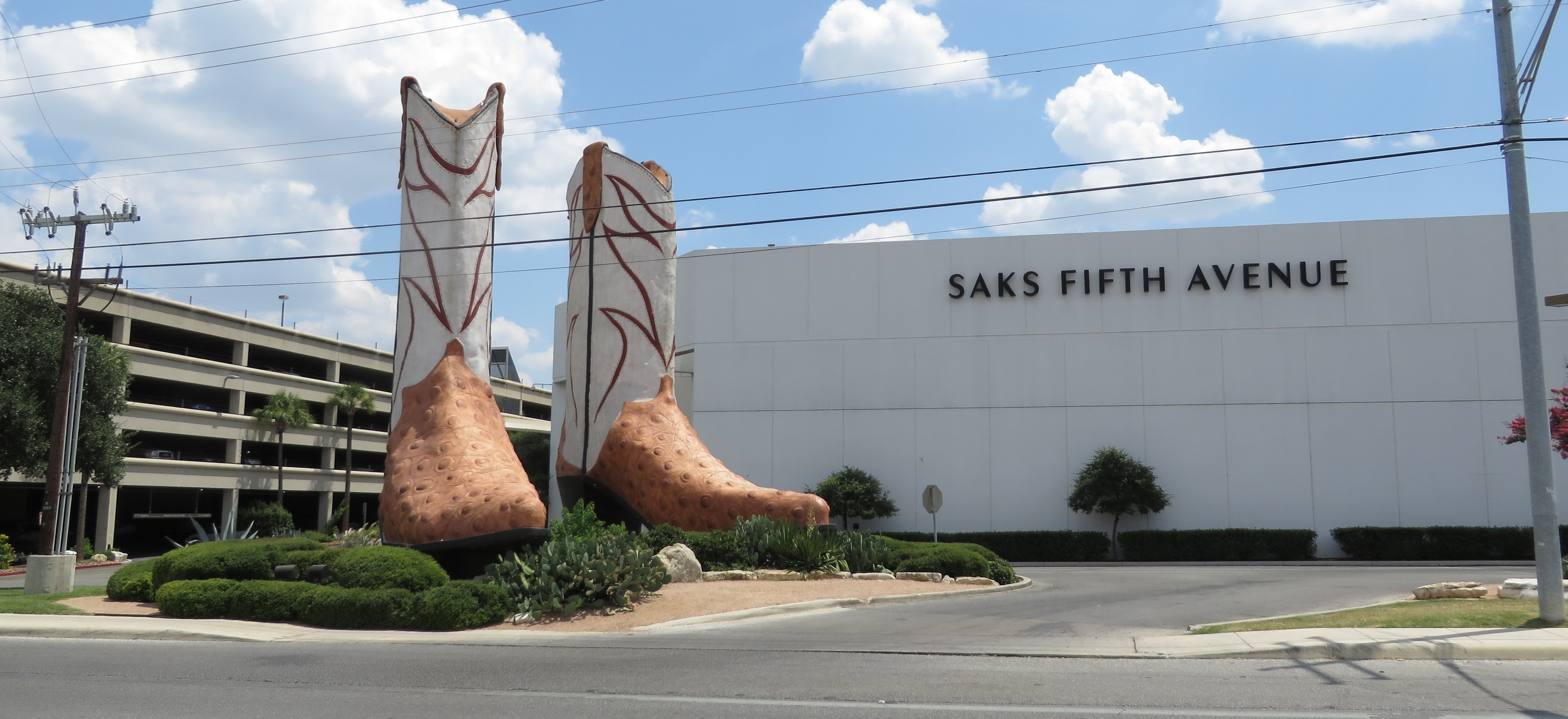